# Bukovina (Podbořanský Rohozec)
Bukovina (německy Buckwa) je osada, část obce Podbořanský Rohozec v okrese Louny. Stojí tři kilometry západně od Podbořanského Rohozce v katastrálním území Podbořanský Rohozec u Hradiště II. V roce 2011 zde trvale žilo šestnáct obyvatel.

## Název
Název vesnice je odvozen z přídavného jména buková, které označovalo bukový porost na určité hoře nebo stráni. V historických pramenech se jméno vsi objevuje ve tvarech: Bukowina (1368), Bucowina (1369), Bukuyna (1384–1399), Bukwina (1405), Bukowina (1411), w Bukowinie (1447), Pukowa a Puckwa (1684), Bukwa (1746), Bukwa a Pukwa (1787), Pukwa (1846) a Bukovina nebo Bukwa (1854).

## Historie
První písemná zmínka o Bukovině pochází z roku 1365, ale podle Augusta Sedláčka vesnice existovala už ve dvanáctém století. Roku 1365 byl patronem zdejšího kostela Hroch z Bukoviny. V letech 1391–1393 vesnice patřila Janofětě, vdově po Hrochovi, a jejímu synovi. Dalším majitelem byl od roku 1404 jiný Janofětin syn Vilém, známý nejspíše také jako Vilém z Pnětluk. Během husitských válek stál na straně katolíků. Jeho pravděpodobný syn Vilém Bukovina získal Štědrý hrádek a Bukovinu připojil k hradnímu panství. Spolu s hradem se vesnice dostala do držení pánů z Vřesovic, z nichž se roku 1467 stal jejím majitelem Jan z Vřesovic. Jan Žlutický z Vřesovic vesnici převedl ke žlutickému panství a roku 1487 na ní zapsal věno své manželky Johany z Kolovrat. Panským sídlem ve vsi bývala v patnáctém století tvrz, ale koncem století ztratila svou sídelní funkci, a zanikla.
Během třicetileté války Bukovina nejspíš zanikla. Další zmínky o ní pochází až ze šedesátých let sedmnáctého století, kdy patřila k Mašťovu.

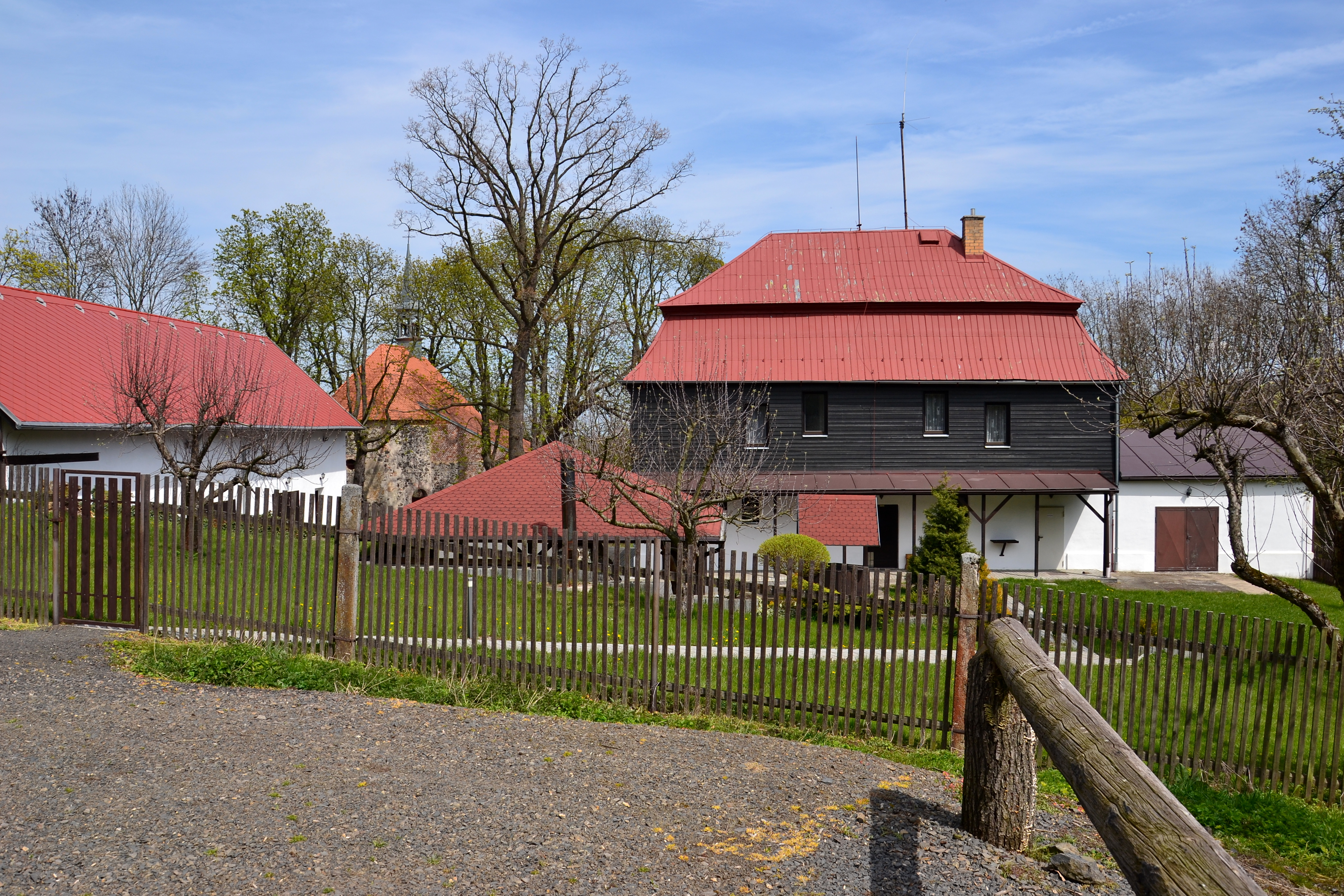
Lovecká chata (čp. 7)

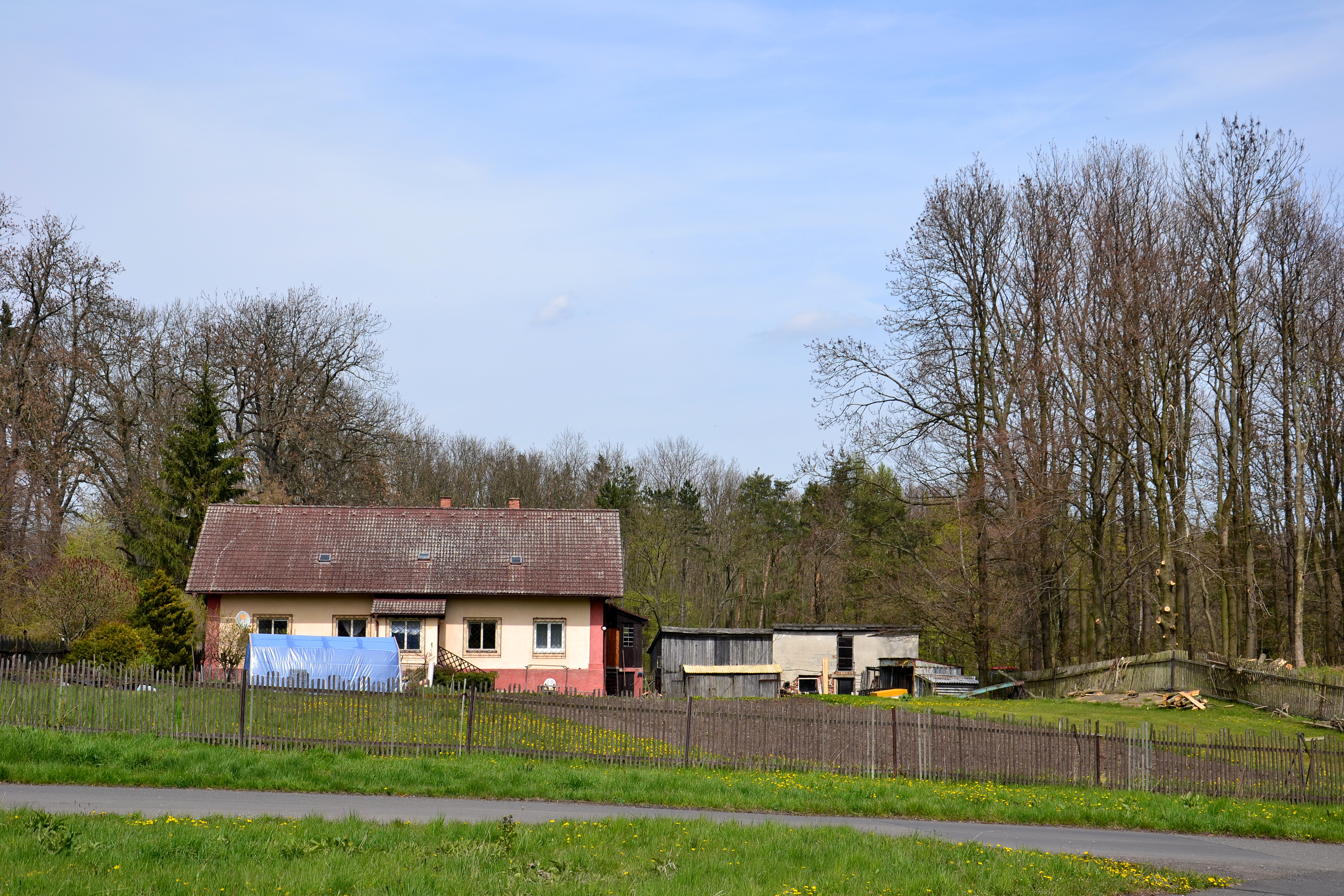
Dům čp. 11 v severní části osady

Ve druhé polovině devatenáctého století bylo hlavním zdrojem obživy zemědělství, chov dobytka, práce v lese a zpracování dřeva výrobou šindelů. Podle adresáře z roku 1861 obyvatelé vsi chovali 38 krav, 25 jalovic, dva koně, jednu kozu a jedenáct prasat. Na konci století ve vsi Černínové otevřeli parní pilu. V roce 1924 ve vsi žilo jedenáct sedláků, fungovala zde černínská pila, hostinec a trafika. Děti měly školu v Mětikalově a přímo v Bukovině se vyučovalo jen od listopadu do března.
Na rozdíl od jiných sídel ve vojenském újezdu Bukovina zcela nezanikla.

## Přírodní poměry
Bukovina stojí v katastrálním území Podbořanský Rohozec u Hradiště II v okrese Louny, asi tři kilometry západně od Podbořanského Rohozce. Nachází se v nadmořské výšce okolo 610 metrů. Oblast leží v jihovýchodní části Doupovských hor, konkrétně v jejich okrsku Hradišťská hornatina. Půdní pokryv tvoří v širším okolí kambizem eutrofní.
V rámci Quittovy klasifikace podnebí Bukovina stojí v mírně teplé oblasti MT3, pro kterou jsou typické průměrné teploty −3 až −4 °C v lednu a 16–17 °C v červenci. Roční úhrn srážek dosahuje 600–750 milimetrů, počet letních dnů je 20–30, počet mrazových dnů se pohybuje od 130 do 160 a sněhová pokrývka zde leží 60–100 dnů v roce.

## Obyvatelstvo
Při sčítání lidu v roce 1921 zde žilo 114 obyvatel (z toho 54 mužů), z nichž byl jeden Čechoslovák, 111 Němců a dva cizinci. Všichni se hlásili k římskokatolické církvi. Podle sčítání lidu z roku 1930 měla vesnice 107 obyvatel: pět Čechoslováků, 101 Němců a jednoho cizince. Kromě jednoho evangelíka byli římskými katolíky.
|           | 1869 | 1880 | 1890 | 1900 | 1910 | 1921 | 1930 | 1950 | 1961 | 1970 | 1980 | 1991 | 2001 | 2011 | 2021 |
| --------- | ---- | ---- | ---- | ---- | ---- | ---- | ---- | ---- | ---- | ---- | ---- | ---- | ---- | ---- | ---- |
| Obyvatelé | 109  | 103  | 117  | 115  | 122  | 114  | 107  | 67   | .    | .    | .    | .    | 14   | 16   | 10   |
| Domy      | 19   | 19   | 20   | 23   | 25   | 25   | 24   | 24   | .    | .    | .    | .    | 7    | 7    | 6    |

## Obecní správa
Vesnice nikdy nebyla obcí a po zrušení patrimoniální správy se roku 1850 stala osadou Mětikalova, kterou zůstala až do zániku obce v souvislosti se zřízením vojenského újezdu Hradiště. Od 1. ledna 2016 bylo katastrální území Podbořanský Rohozec u Hradiště II s osadou vyčleněno z vojenského újezdu a připojeno k Podbořanskému Rohozci.

## Pamětihodnosti

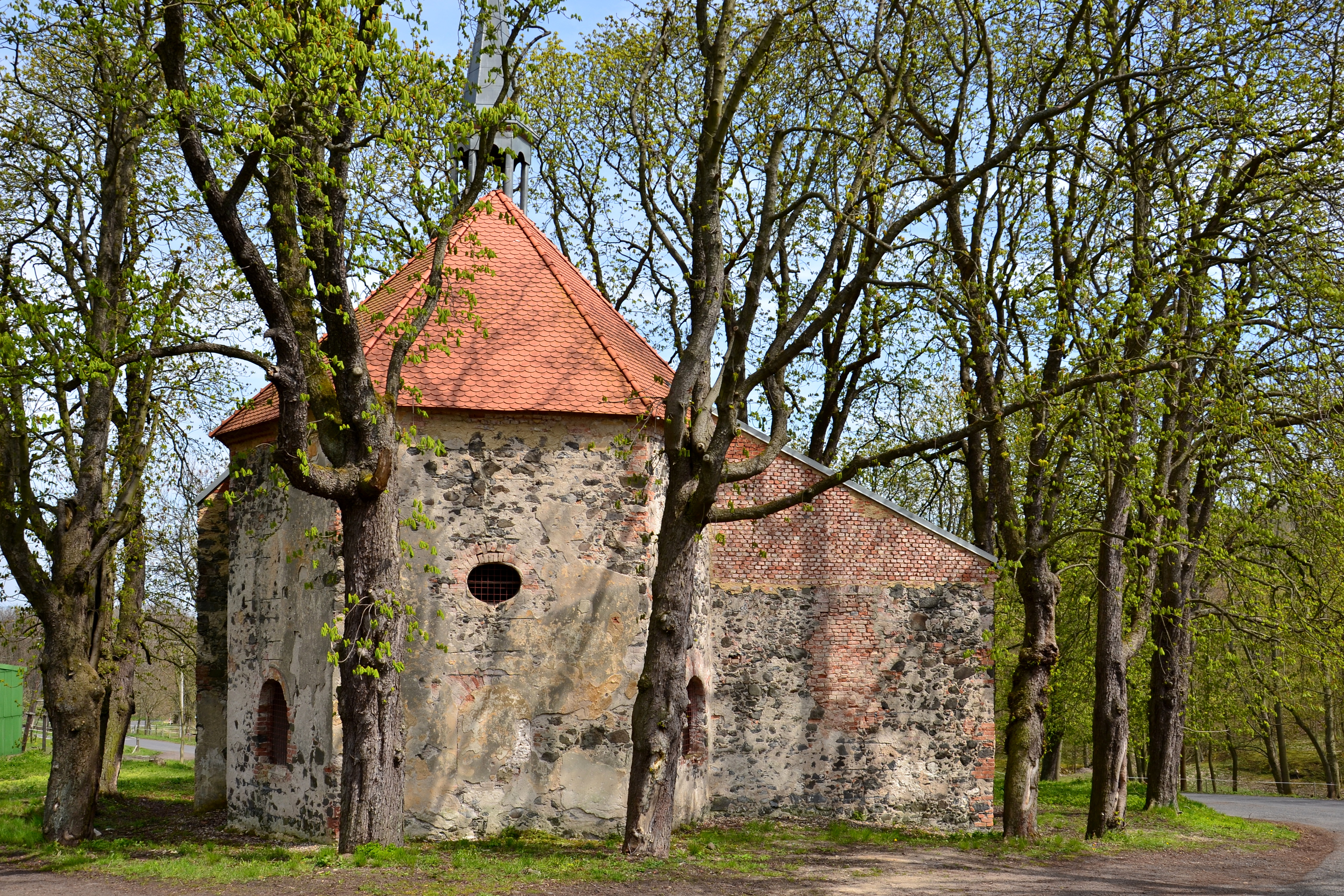
Kaple svatého Michaela

V horní části osady stojí kaple svatého Michaela z druhé poloviny sedmnáctého století.